# Tule (mitología)

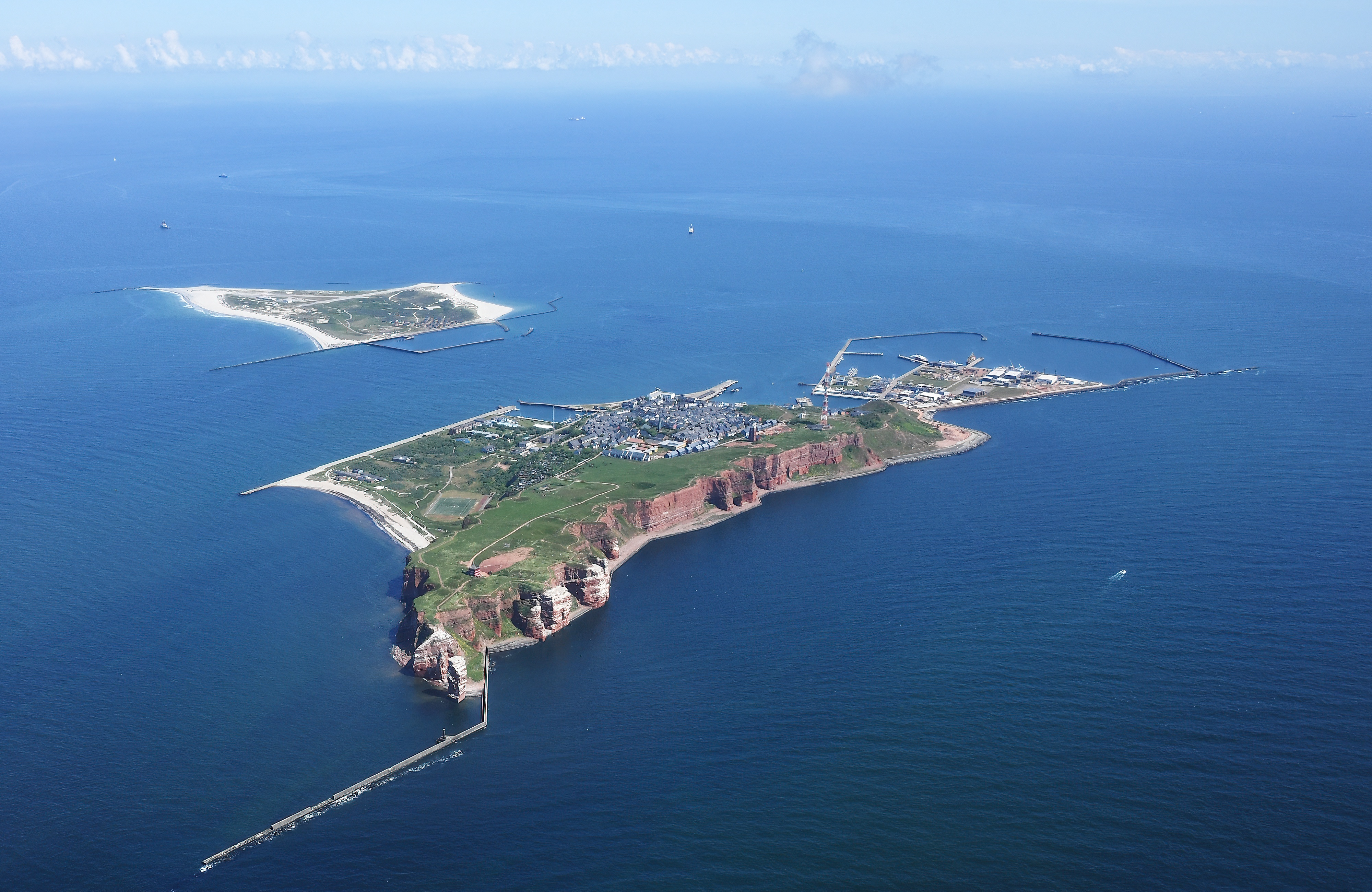
Vista aérea de la isla de Heligoland, el último vestigio de la Atlántida/Thule según Jürgen Spanuth.

Tule (en griego: Θούλη, Thoúlē, o Θύλη, Thýlē), también como Tile, Thule, Thila, o Thyïlea, es un término usado en las fuentes clásicas para referirse a un lugar, generalmente una isla, en el norte lejano. A menudo se cree que pueden haber sido diversos lugares como Escandinavia. Otros creen que se localiza en Saaremaa, en el mar Báltico.
En la geografía romana y medieval, el término ultima Thule también puede designar cualquier lugar distante situado más allá de las fronteras del mundo conocido.

## Localización
Fue mencionada por primera vez por el geógrafo y explorador griego Piteas de Masalia (actual Marsella) en el siglo IV a. C. Piteas dijo que Tule era el país más septentrional, seis días al norte de la isla de Gran Bretaña, y que el sol de pleno verano nunca se ponía allí.
En la mitología griega Tule era la capital de Hiperbórea, reino de los dioses. Para Procopio de Cesarea, Tule era una isla grande del norte habitada por 25 tribus. Se trata con toda probabilidad de Escandinavia, pues varias tribus son fácilmente identificables, tal como los gautas (Gautoi) y los saami (Scrithiphini). Éste escribió también que al volver los hérulos, pasaron con los varni y los daneses cruzando el mar a Tule, donde se asentaron junto con los gautas.
Estrabón dice que desde el río Borístenes se llega hasta Tule, la cual afirma Piteas que dista de Britania seis días de navegación en dirección norte, y que está cerca del mar helado. En épocas tardías se decía que los pigmeos del norte vivían en las cercanías de Tule.
La ubicación más probable de Tule se considera actualmente que pudiera ser la costa de Noruega. Un estudio del año 2007 realizado sobre el mapa de Claudio Ptolomeo por un equipo de investigadores de la TUB (Universidad Técnica de Berlín) dirigido por Eberhard Knobhel, Dieter Lelgemann y Frank Neitzel, identifica Tule con la isla actualmente llamada Smøla, ubicada frente a la ciudad de Trondheim y sede de la realeza tribal escandinava hacia el siglo I; otros historiadores piensan que se trata de las islas Shetland, las Feroe, Islandia o Groenlandia.
En la Edad Media, el nombre se utilizó a veces para denotar a Islandia, por ejemplo en la Gesta Hammaburgensis ecclesiae pontificum, de Adán de Bremen, por los obispos de la Iglesia de Hamburgo, donde se citan probablemente escritos más antiguos acerca de Tule.
Místicos del nacionalsocialismo buscaron por todo el mundo la Tule histórica, que ellos creyeron era la patria primigenia de la raza aria. La organización esotérica alemana que más influenció al nacionalsocialismo se llamaba la Sociedad Thule.

## Uso moderno del término Tule
Tule es el nombre de una base polar fundada en Groenlandia por Knud Rasmussen en 1910 al norte de la bahía de Baffin, que llegó a ser un municipio de la Groenlandia gobernada por Dinamarca y de la que fue gobernador entre 1913 y 1920 Peter Freuchen. Los thule, una cultura paleo-esquimal antecesora de los inuit groenlandeses modernos, denominaron Tule a la región[cita requerida]. En 1953, en el contexto de la Guerra Fría, la Tule groenlandesa llegó a ser la Base aérea de Thule, operada por la Fuerza Aérea de los Estados Unidos como avanzada estratégica ante la URSS. La población nativa fue forzada a reestablecerse en Qaanaaq, 108 kilómetros al norte.
La llamada Tule austral o Tule del Sur es un archipiélago de tres islas en el extremo sur de las Islas Sandwich del Sur en el océano Atlántico. Una de ellas, cuyas coordenadas son 59°27′S 27°11′O / -59.450, -27.183, lleva el nombre de Thule (Morrell). Este grupo de islas son territorios reclamados por la República Argentina. Fueron anexionados por Gran Bretaña —junto a las islas Malvinas, las Georgias del Sur y las restantes Sandwich del Sur—, en 1833. Tule del Sur es un territorio deshabitado.
(279) Thule es un asteroide del cinturón de asteroides. 
«Última Thule» es el nombre con el que la NASA ha bautizado (en 2018, provisional) al objeto astronómico 2014 MU69 del cinturón de Kuiper.